# Rinconada de los Vázquez Fraccionamiento
Rinconada de los Vázquez Fraccionamiento är en ort i Mexiko.   Den ligger i kommunen Arandas och delstaten Jalisco, i den centrala delen av landet, 400 km väster om huvudstaden Mexico City. Rinconada de los Vázquez Fraccionamiento ligger 2 051 meter över havet och antalet invånare är 786.
Terrängen runt Rinconada de los Vázquez Fraccionamiento är huvudsakligen platt, men åt nordost är den kuperad. Runt Rinconada de los Vázquez Fraccionamiento är det ganska tätbefolkat, med 72 invånare per kvadratkilometer. Närmaste större samhälle är Arandas, 2,8 km öster om Rinconada de los Vázquez Fraccionamiento. I omgivningarna runt Rinconada de los Vázquez Fraccionamiento växer huvudsakligen savannskog.